# 극장판 도라에몽: 진구의 우주소전쟁 리틀스타워즈 2021
《극장판 도라에몽: 진구의 우주소전쟁 리틀스타워즈 2021》(映画ドラえもん のび太の宇宙小戦争2021 도라에몬 노비따노 리토루스타워즈 2021[*])은 2022년 3월 4일에 개봉된 도라에몽의 영화 작품이다. 도라에몽의 41번째 극장판 영화이며 1985년에 개봉한 《도라에몽 노비타의 우주소전쟁》의 리메이크 작품이다.. 또한 쇼가쿠칸 100주년 기념 작품이다.
2017년에 개봉한 《진구의 남극 꽁꽁 대모험》부터 2020년에 개봉한 《진구의 신공룡》까지 모두 오리지널 작품이었기 때문에, 본 영화는 2016년 개봉작 《신 진구의 버스 오브 재팬》 이후로 6년 만에 개봉된 리메이크 작품이다. 따라서 만화판은 그려지지 않았고, 대신 소설판이 출시됐다.
원래대로 라면 제목 그대로 2021년에 개봉할 예정이었지만 일본 내 코로나바이러스감염증-19 상황에 따른 관계로 1년 연기되었다.
또한 시리즈 최로로 돌비 애트모스가 적용되어, 일본 내 10개 현의 11개 극장에서 동시 개봉되었다.
블루레이 디스크와 DVD가 출시되기 이전인 2022년 8월 12일에 아마존 프라임 비디오에서 독점적으로 출시를 시작했다.
대한민국에서는 2022년 8월 3일에 한국어 더빙판과 자막판이 동시 개봉되었다.

## 개요
도라에몽 제6작 영화인  《도라에몽 노비타의 우주소전쟁》을 리메이크한 작품이다. 원래대로 라면 제목 그대로 2021년에 개봉할 예정이었지만 일본 내 코로나바이러스감염증-19 상황에 따른 관계로 1년 연기되었다.

## 등장인물

### 주연
- 도라에몽 - 미즈타 와사비 / 윤아영
- 노진구 - 오오하라 메구미 / 김정아
- 이슬이 - 카카즈 유미 / 조현정
- 퉁퉁이 - 키무라 스바루 / 최낙윤
- 비실이 - 세키 토모카즈 / 이현주
- 오진숙 - 미츠이시 코토노 / 임은정
- 박영민 - 하기노 시호코
- 이슬이 엄마 - 오리카사 아이
- 쿠로 - 하나후지렌

### 조연
- 파피 - 파쿠 로미[A] / 손정민

피리카 별의 대통령을 맞고 있는 소년이다. 10살에 대통령직에 취임한 역대 최연소 대통령이며, 책임감이 강한 성격이다. 캐릭터 디자인이 원작과는 다르게 머리 높이가 높아지고 생김새도 둥근 얼굴에서 뾰족하게 바뀌었다. 여기에 앞머리가 더해졌고, 다른 손도 손가락이 추가됐다. 사람을 좋아하며 거짓말을 싫어한다. 어려운 사람을 보면 내버려두지 못하는 그의 모습과, 누군가를 지키겠다는 그의 의지가 국민적 공감을 모으며 피리카 별에서 최초로 소년 대통령으로 선출됐다. 마음속으로는 공포심을 품고 있지만 자신이 대통령이기 때문에 숨기고 있었음을 비실이에게 털어놓았다.
- 로코로코 - 카지 유우키 / 김채린

파피의 애완견으로, 말 하는 능력을 지녔다. 사람을 잘 따르지만 말이 많고 수다스럽다. 몸과 귀의 색깔이 옛 작품과 다르다. 앞다리는 없지만 기다란 귀가 앞다리와 같은 역할을 한다.
- 겐부 - 겐다 텟쇼 / 김종엽

피리카 별의 전 공안부 장관으로, 길모어의 저항 단체와 자유 동맹의 지도자다. 파피와 마찬가지로 원작과 옛 작품에서 캐릭터 디자인이 변경되었다.
- 피이나 - 마츠오카 마유 / 신나리

파피의 누나이자, 피리카 별의 대통령 보좌관이다. 원작과 옛 작품에서는 등장하지 않는 오리지널 캐릭터다. 파피를 탈출시킨 뒤 자유동맹 체제를 갖추기 위해 스스로 미끼가 되어 PCIA에 포로가 되고 말았다.
- 지하 리더 - 우츠미 타카시[8] /

피리카 별에서 결성된 지하 조직의 리더이다. 아지트가 PCIA에게 발각됐을 때 도라에몽 무리들에게 도주를 안내받는다.
- 파일럿 - 코마바 타카시[8] /

자유 동맹의 조종사이다. 무인 전투기에 쫓기고 있을 때 도라에몽 무리들에게 도움을 받는다.
- 길모어 - 카가와 테루유키[8] / 박준원

피리카 별의 장군이다. 캐릭터 외모는 원작과 옛 작품과 비슷하지만, 복장 디자인은 원작에 가깝다. 자신의 반대 분자에 대해서는 인정사정없는 모습을 보인다. 대통령 파피에게 반란을 일으켜 스스로 황제가 되려고 하는 독재자다. 파피의 협력자인 도라에몽과 그 무리들을 처형하려고 했으나, 파피의 부름으로 일제 봉기한 국민의 반란으로 실각된다.
- 드라코루루 - 스와베 준이치[7] / 임혁

길모어의 측근으로, 피리카 별의 정보기관 PCIA의 장관이다. 파피를 추방까지 내몰았으며 지구로 도망친 파피를 쫓는다. 옛 작품과 마찬가지로 원작보다는 더 세밀하지만, 복장 디자인은 원작에 가깝다. 이번 작품에서도 유능하고 냉혹한 장관으로 묘사되었지만, 옛 작품과 마찬가지로 퉁퉁이에 의해 고래형 전투함이 바다에 빠지고, 들어 올려졌을 때는 깨끗이 패배를 인정하고 부관과 부하들의 안전을 확보하려 하는 모습을 보인다.
- 부관 - 타케다 코오지 /

피리카 별 정보기관 PCIA의 부관이다. 원작과 옛 작품에는 등장하지 않는 오리지널 캐릭터로, 이름은 알려지지 않았다. 드라코루루 장관을 돋보이게 하는 캐릭터로 소개된다. 드라코루루 못지않은 유능한 부관으로, 그의 지령에 유연하게 대응하고 작전 중 본부 연락이 와도 뒤로 미루는 판단도 내린다. 파피가 이슬이를 돕기 위해 투항할 때는 혀를 내밀고 익살스러운 태도를 보이는 등 코믹한 모습도 보여준다. 막판에 드라코루루가 퉁퉁이에게 잡혔을 때는 (퉁퉁이와의 압도적인 힘 차이를 앞두고도) 총을 겨누고 그를 놓아줄 것을 요구하는 등 드라코루루에 대한 신뢰도 두텁다.
- PCIA 대원 - 스즈키 타쿠마, 야나기사와 에이지, 후루카와 히로타카

피리카 별 정보기관 PCIA 대원들이다. 드라코루루와 부관의 지시에 따라서 임무를 충실히 완수한다. 이들 역시 우수하여 도라에몽 무리들이 별똥별인 척 탱크로 피리카 별에 침입했을 때 약간의 위화감을 느끼며 그 정체를 의심하다가 드라코루루에게 인식된다.

## 주제가
〈Universe〉
작사 · 작곡 - 후지하라 사토시 / 노래 - 오피셜히게단디즘

## 반응

### 박스 오피스
《진구의 우주소전쟁 리틀스타워즈 2021》 아니에 데뷔했다. 개봉 첫 주말 1위에 올랐고, 개봉 3일 만에 약 35만장의 티켓이 팔렸다. 베트남에서도 이 영화는 첫 주말에 1위에 올랐고 1198억 동($5115.94)의 수익을 올렸고 베트남 동 박스 오피스에서 탑건: 매버릭 을 능가했다.

### 중요 대응
출시 일주일 전, 2022년 러시아의 우크라이나 침공 시작했다. 그 결과 영화의 스토리는 사건과 비교된다. 그 중 쿠보타 카즈마는 영화에서 파피가 차고 있는 펜던트가 우크라이나 국기와 같은 색이라는 점을 지적했다.

## 같이 보기
- 도라에몽의 영화 작품
- 도라에몽 노비타의 우주소전쟁 (도라에몽 영화 제6작)